# Saw
Saw er en amerikansk-australsk horrorfilm fra 2004 instrueret af James Wan, med Cary Elwes, Danny Glover, Tobin Bell, Shawnee Smith og Leigh Whannell i hovedrollerne. Filmen er en tilpasning af kortfilm Saw fra 2003 og er den første film i serien Saw. Plottet i filmen blev udtænkt af Wan, mens Whannell skrev manuskriptet. Filmen kredser om to mænd, der er kidnappet og vågner op lænket i et forfaldent badeværelse. De to mænd bliver instrueret af et kassettebånd – en af dem får fortalt, at han må flygte fra badeværelset, mens den anden er bedt om at dræbe den anden mand, inden et bestemt tidspunkt, ellers vil hans familie dø. Disse er "reglerne" i det "spil", de er en del af. Samtidig prøver politifolk at finde og anholde den udspekuleret, sadistisk seriemorder som er hjernen bag dette "spil".
Filmen blev vist for første gang den 19. januar 2004 på Sundance Film Festival og modtog positive anmeldelser. Senere blev den vist på Toronto International Film Festival d. 18. september 2004, og derefter havde den biografpremiere i USA den 29. oktober 2004. Nogle kritikere fordømte filmen som intet mindre end "billig dødsporno," mens andre roste filmen for sin stilfulde grafik og kaldte det en sand "skræmmende" horrorfilm. Trods de noget blandede anmeldelser, var Saw en økonomisk succes.
Saw havde premiere i Danmark d. 4. marts 2005.
| Citat | I wanna play a game | Citat |
|       |                     |       |

## Handling
De to mænd, fotografen Adam (Leigh Whannel) og lægen Lawrence Gordon (Cary Elwes), er lænket fast til hver deres jernrør i hver deres side af et gammelt toilet og i midten ligger der en død mand med en båndoptager i hånden.
De finder langsomt ud af at de ikke begge kan komme levende ud derfra.
Historien er bygget op omkring den psykotiske cancerpatient John Kramer alias "Jigsaw"s (Tobin Bell) handlinger, hvis formål var at folk skulle være gladere for livet i stedet for at sløse det væk, med stoffer og lignende og være utilfredse med deres ellers sunde liv.
Dette var på grundlag af, at han selv havde indset, at livet har en meget høj værdi. Dette skyldes, at han led af en dødelig sygdom, der gjorde, at han havde meget kort tid tilbage at leve i.

## Medvirkende
- Tobin Bell – John Kramer / Jigsaw
- Shawnee Smith – Amanda Young
- Alexandra Bokyun Chun – Carla
- Mike Butters – Paul, pigtrådsoffer
- Cary Elwes – doktor Lawrence Gordon
- Michael Emerson – portør Zep Hindle
- Danny Glover – civilbetjent David Tapp
- Paul Gutrecht – Mark, brandoffer
- Ken Leung – civilbetjent Steven Sing
- Dina Meyer – Allison Kerry
- Monica Potter – Alison Gordon
- Makenzie Vega – Diana Gordon
- Leigh Whannell – fotograf Adam Faulkner

## Efterfølgere
Instruktør: Darren Lynn Bousman.
- Saw II (2005)
- Saw III (2006)
- Saw IV (2007)
- Saw V (2008)
- Saw VI (2009)
- Saw 3D (2010)
- Saw 8: Jigsaw (2017)
- Saw X (2023)